# Фет Лівер
Лафаєтт «Фет» Лівер (англ. Lafayette "Fat" Lever, нар. 18 серпня 1960, Пайн-Блафф, Арканзас, США) — американський професіональний баскетболіст, що грав на позиції розігруючого захисника за декілька команд НБА, зокрема за «Денвер Наггетс», яка навіки закріпила за ним ігровий №12. Гравець національної збірної США. Згодом — директор з розвитку гравців «Сакраменто Кінгс» та коментатор на радіо.

## Ігрова кар'єра
На університетському рівні грав за команду Арізона Стейт (1978–1982).
1982 року був обраний у першому раунді драфту НБА під загальним 11-м номером командою «Портленд Трейл-Блейзерс». Професійну кар'єру розпочав 1982 року виступами за тих же «Портленд Трейл-Блейзерс», захищав кольори команди з Портленда протягом наступних 2 сезонів.
З 1984 по 1990 рік також грав у складі «Денвер Наггетс». В цей час вважався одним з найкращих розігруючих в лізі. Незважаючи на свій невисокий зріст, він також часто був лідером команди за кількістю підбирань. За період виступів у Денвері, став лідером в історії клубу за кількістю перехоплень та зайняв друге місце за кількістю результативних передач. Він є одним з трьох гравців у історії НБА, які набрали у матчі мінімум 15 очок, підбирань та асистів (іншими є Вілт Чемберлейн та Джейсон Кідд).
Останньою ж командою в кар'єрі гравця стала «Даллас Маверікс», до складу якої він приєднався 1990 року і за яку відіграв 4 сезони.

## Статистика виступів в НБА

### Регулярний сезон
| Сезон              | Команда                   | GP  | GS  | MPG  | FG%  | 3P%  | FT%  | RPG | APG | SPG | BPG | PPG  |
| ------------------ | ------------------------- | --- | --- | ---- | ---- | ---- | ---- | --- | --- | --- | --- | ---- |
| 1982–83            | «Портленд Трейл-Блейзерс» | 81  | 45  | 24.9 | .431 | .333 | .730 | 2.8 | 5.3 | 1.9 | .2  | 7.8  |
| 1983–84            | «Портленд Трейл-Блейзерс» | 81  | 22  | 24.8 | .447 | .200 | .743 | 2.7 | 4.6 | 1.7 | .4  | 9.7  |
| 1984–85            | «Денвер Наггетс»          | 82  | 82  | 31.2 | .430 | .250 | .770 | 5.0 | 7.5 | 2.5 | .4  | 12.8 |
| 1985–86            | «Денвер Наггетс»          | 78  | 77  | 33.5 | .441 | .316 | .725 | 5.4 | 7.5 | 2.3 | .2  | 13.8 |
| 1986–87            | «Денвер Наггетс»          | 82  | 82  | 37.2 | .469 | .239 | .782 | 8.9 | 8.0 | 2.5 | .4  | 18.9 |
| 1987–88            | «Денвер Наггетс»          | 82  | 82  | 37.3 | .473 | .211 | .785 | 8.1 | 7.8 | 2.7 | .3  | 18.9 |
| 1988–89            | «Денвер Наггетс»          | 71  | 71  | 38.7 | .457 | .348 | .785 | 9.3 | 7.9 | 2.7 | .3  | 19.8 |
| 1989–90            | «Денвер Наггетс»          | 79  | 79  | 35.8 | .443 | .414 | .804 | 9.3 | 6.5 | 2.1 | .2  | 18.3 |
| 1990–91            | «Даллас Маверікс»         | 4   | 0   | 21.5 | .391 | .000 | .786 | 3.8 | 3.0 | 1.5 | .8  | 7.3  |
| 1991–92            | «Даллас Маверікс»         | 31  | 5   | 28.5 | .387 | .327 | .750 | 5.2 | 3.5 | 1.5 | .4  | 11.2 |
| 1993–94            | «Даллас Маверікс»         | 81  | 54  | 24.0 | .408 | .351 | .765 | 3.5 | 2.6 | 2.0 | .2  | 6.9  |
| Усього за кар'єру  | Усього за кар'єру         | 752 | 599 | 31.7 | .447 | .310 | .771 | 6.0 | 6.2 | 2.2 | .3  | 13.9 |
| В іграх усіх зірок | В іграх усіх зірок        | 2   | 1   | 26.5 | .519 | .000 | .875 | 3.5 | 2.5 | 1.0 | .0  | 16.5 |

### Плей-оф
| Сезон             | Команда                   | GP | GS | MPG  | FG%  | 3P%  | FT%   | RPG  | APG | SPG | BPG | PPG  |
| ----------------- | ------------------------- | -- | -- | ---- | ---- | ---- | ----- | ---- | --- | --- | --- | ---- |
| 1983              | «Портленд Трейл-Блейзерс» | 7  | 0  | 19.1 | .452 | .000 | .800  | 2.0  | 4.4 | 1.0 | .0  | 6.0  |
| 1984              | «Портленд Трейл-Блейзерс» | 5  | 0  | 15.0 | .267 | .667 | .800  | 3.0  | 1.8 | .8  | .0  | 10.0 |
| 1985              | «Денвер Наггетс»          | 11 | 8  | 31.1 | .402 | .000 | .762  | 6.5  | 8.5 | 2.4 | .2  | 13.3 |
| 1986              | «Денвер Наггетс»          | 10 | 10 | 34.7 | .450 | .571 | .708  | 4.8  | 5.3 | 2.0 | .2  | 14.3 |
| 1987              | «Денвер Наггетс»          | 3  | 3  | 33.0 | .380 | .250 | .667  | 6.0  | 7.3 | 2.3 | .0  | 15.3 |
| 1988              | «Денвер Наггетс»          | 7  | 7  | 39.0 | .459 | .429 | .788  | 9.3  | 7.0 | 1.9 | .6  | 17.0 |
| 1989              | «Денвер Наггетс»          | 2  | 2  | 29.0 | .375 | .667 | 1.000 | 6.5  | 9.5 | 2.0 | .0  | 11.0 |
| 1990              | «Денвер Наггетс»          | 3  | 3  | 37.7 | .373 | .143 | .929  | 10.7 | 7.0 | 2.7 | .3  | 17.3 |
| Усього за кар'єру | Усього за кар'єру         | 48 | 33 | 30.0 | .414 | .409 | .775  | 5.8  | 6.2 | 1.9 | .2  | 12.4 |